# Kelenföld

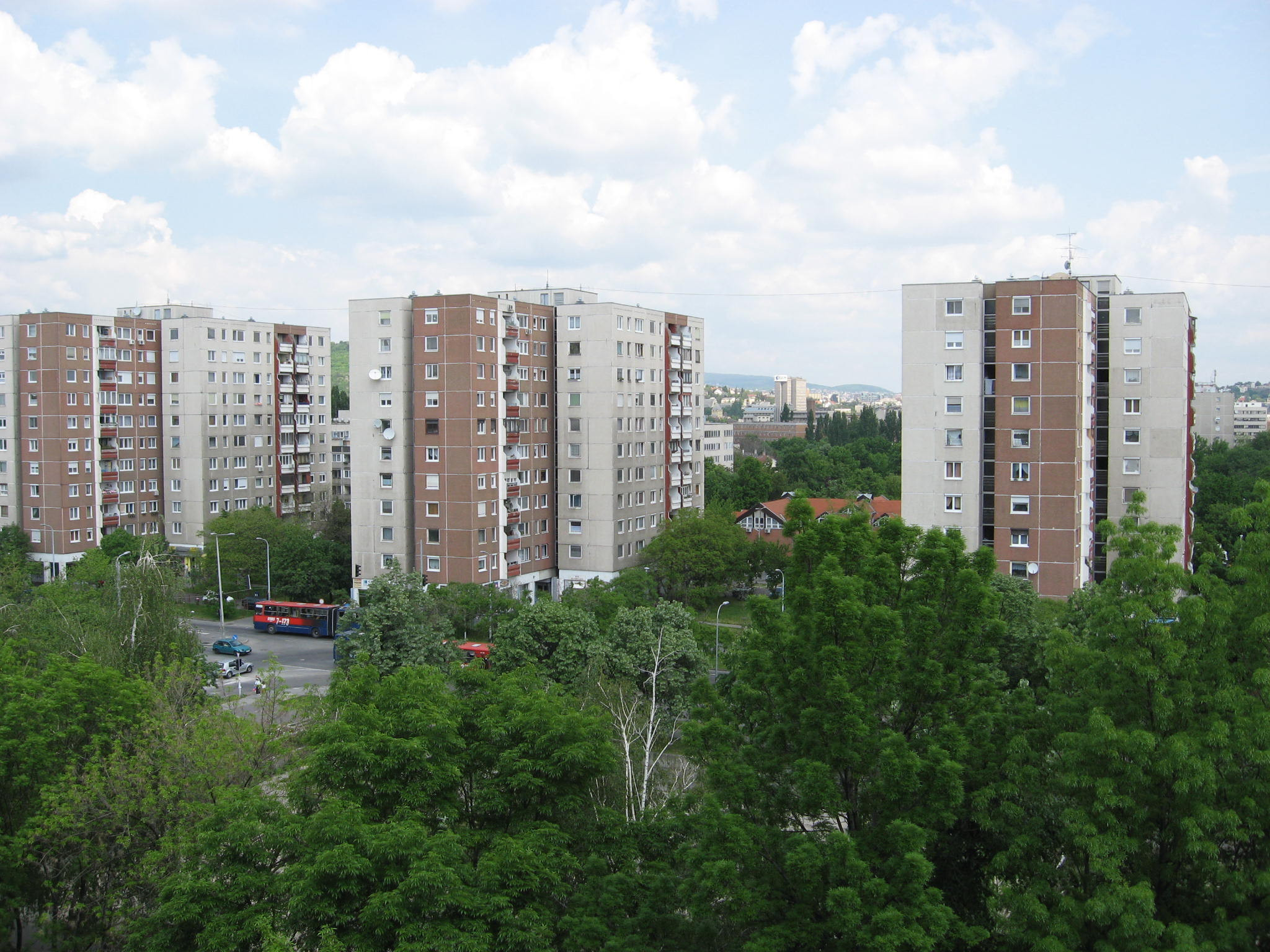
Blocuri din cartierul Kelenföld

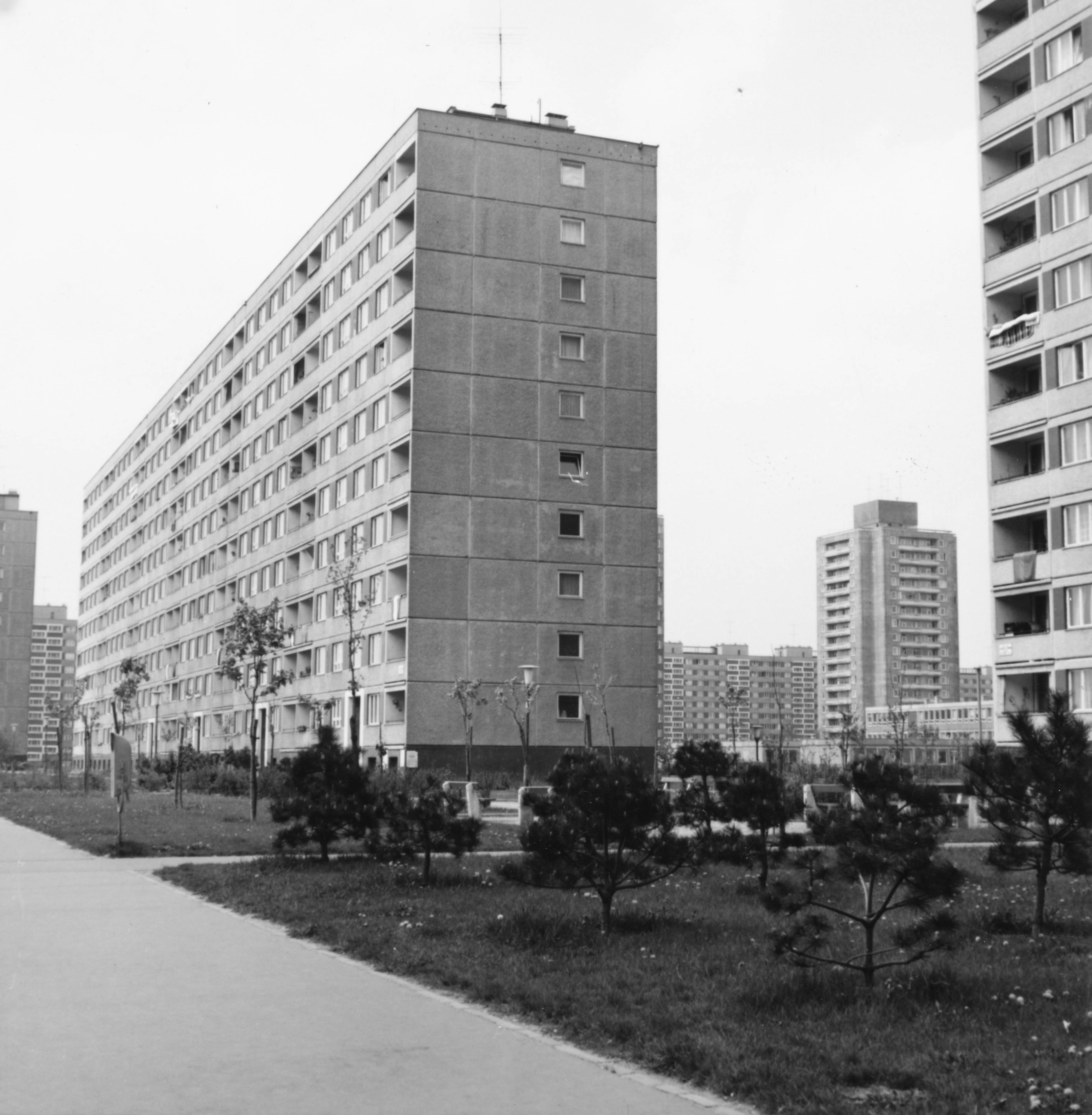
Cartierul Kelenföld în 1971

Kelenföld (în germană Krenfeld) este un cartier din Budapesta (Ungaria). El aparține sectorului XI (Újbuda) și este situat în partea de sud a Budei. Marile clădiri de locuințe din Kelenföld au fost construite între 1967 și 1983 din blocuri prefabricate din beton. Străzile vechi din jurul Bocskai út au fost construite în principal în prima jumătate a secolului al XX-lea. Gara Kelenföld este un important nod feroviar din Buda.

## Localizare
Kelenföld este situat pe câmpia din sudul Budei, în apropiere de fluviul Dunărea.
Limitele cartierului Kelenföld sunt: Villányi út din Budaörsi út - Móricz Zsigmond körtér (partea de sud-vest) - Fehérvári út - linia de cale ferată Hegyeshalom - Dunăre - Kondorosi út - Solt utca - Kelenvölgyi határsor - linia de cale ferată Hegyeshalom - pasajul subteran din Nagyszőlős utca - Budaörsi út.

## Nume
Zona a fost numită Krenfeld în secolul al XVIII-lea, însemnând "câmpuri cu hrean" (cf. germană Kren, Krenn) în limba germană. A fost numită apoi Kelenföld în 1847 după numele lui Kelen, o căpetenie maghiară din secolul al IX-lea.